# إلياس النقيب
إلياس بن علي بن رستم بن صالح الرفاعي النقيب هو سياسي عراقي، كان نقيبا لأشراف مندلي.
كان جده صالح الرفاعي حاكما لمندلي، وقد قتله الأتراك في خان بني سعد في طريق عودته من بغداد.
أما والده علي الرفاعي النقيب فقد توفي سنة 1919.
عندما اندلعت ثورة العشرين ضد الاحتلال البريطاني في مندلي في آب 1920، عين صالح أغا النقيب حاكما لمندلي، وإلياس النقيب عضوا في الحكومة، أما شقيقه عز الدين النقيب فقد عين مسؤولا عن الأمن (ضابطاً عاماً للبلدة) وكلف بتعقب بعض العشائر التي قامت بأعمال نهب.
انتخب إلياس النقيب نائبا عن لواء ديالى في مجلس النواب العراقي في دورته الأولى.
أما شقيقه عز الدين النقيب فقد انتخب نائبا عن لواء ديالى في مجلس النواب العراقي في دورته الثانية وبقي نائبا في جميع الدورات حتى آخر مجلس نيابي في العهد الملكي والذي حل إثر ثورة 14 تموز 1958 باستثناء الدورة السابعة بين شباط وآب 1937.
توفي إلياس النقيب في مندلي في كانون الأول 1959.